# Юлия Меса
Юлия Меса е сестра на Юлия Домна и баба на Юлий Басиан, познат под името Елагабал, жрец на слънчевия бог Хелиогабал, богът-патрон на Емеса в римската провинция Сирия и на по-малкия Север Александър. Юлия Меса има огромен принос за бунта и убийството на император Макрин и завръщането на династията на Северите.
Майка е на две дъщери – Юлия Соемия Басиан Августа  и Юлия Мамея.
Юлия Меса оцелява, когато убиват Елагабал и Соемия в 222 г. Тя умира три години по-късно, по време на управлението на най-малкия ѝ внук Север Александър.
След смъртта си, подобно на сестра си Юлия Домна, е обожествена.